# Calcidi

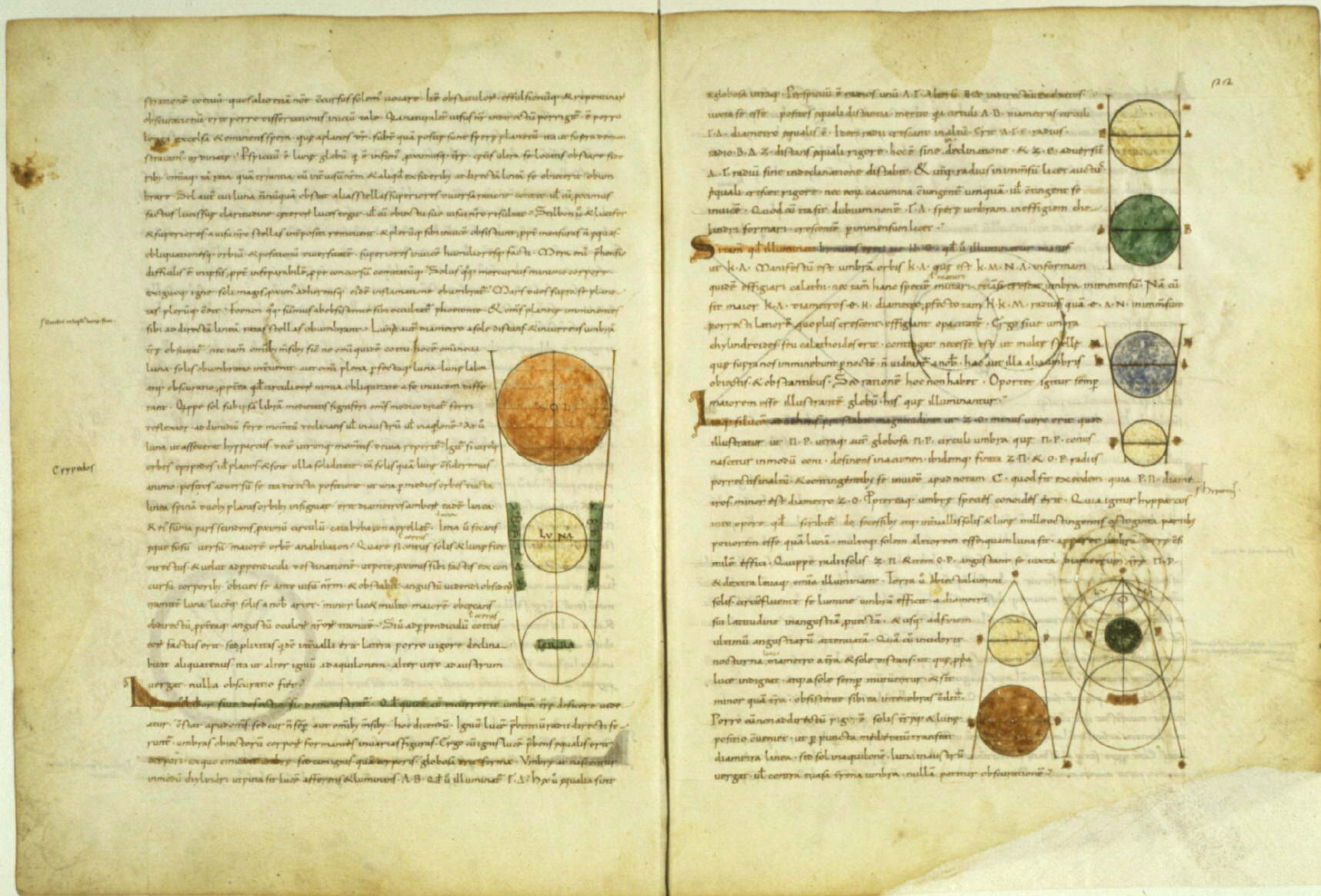
Manuscrit Medieval de la traducció del Timeu feta per Calcidi

Calcidi va ser un filòsof neoplatònic del segle IV o potser començaments del segle v.
No es coneix gairebé res de la seva vida; tant és així que Étienne Gilson el situa a finals del segle iii o començaments del IV a Còrdova, mentre que Waszink el situa al segle v al Nord d'Itàlia. Moreschini reconeix que no existeixen elements concrets ni plausibles sobre la identificació del personatge.
És conegut per una sola obra: una traducció parcial del Timeu de Plató amb un extens comentari. Això no obstant, aquesta traducció i comentari van tenir una gran difusió durant tota l'edat mitjana, fins al punt que, avui en dia, se'n conserven més d'un centenar de còpies manuscrites datades del segle ix fins al XVI.
La traducció abasta més o menys la meitat del diàleg platònic; només tradueix del començament (17a) fins a 53c. Deixa sense traduir (o, si més no, no s'ha conservat) l'explicació de l'estructura dels elements i de les seves qualitats sensibles (53c-69a) i tot el tractat de l'home i dels animals (69a fins al final: 92c).
El caràcter del text ha donat peu a reflexions sobre la postura filosòfica de l'autor (neoplatònic o migplatònic) i les seves creences religioses (cristià o pagà). Tots els estudiosos de l'obra coincideixen a assenyalar la influència de Porfiri.